# Pál Auer
Pál Auer (n. 3 octombrie 1885, Budapesta – d. 21 iunie 1978, Paris) a fost un politician, scriitor, memorialist, jurnalist și diplomat maghiar de origine evreiască.